# Ветожетка (река)
Ветожетка — река в России, протекает в Селижаровском и Пеновском районах Тверской области. Устье реки находится в 17 км по правому берегу реки Жукопы. Длина реки составляет 37 км, площадь водосборного бассейна — 243 км².

## Данные водного реестра
По данным государственного водного реестра России относится к Верхневолжскому бассейновому округу, водохозяйственный участок реки — Волга от истока до Верхневолжского бейшлота, речной подбассейн реки — бассейны притоков (Верхней) Волги до Рыбинского водохранилища. Речной бассейн реки — (Верхняя) Волга до Куйбышевского водохранилища (без бассейна Оки).
Код объекта в государственном водном реестре — 08010100112110000000154.

### Притоки (км от устья)
- 2,8 км: река Задорня (лв)